# Estación Rosario Oeste
Rosario Oeste es una estación de ferrocarril que está ubicada al oeste de la ciudad de Rosario (provincia de Santa Fe, Argentina), en calle Paraná 1350.

## Historia
El sitio de la estación era originalmente sólo una parada de la línea que iba hacia el oeste con destino a Córdoba, manejada por la compañía Ferrocarril Central Córdoba. Se construyó en 1917 con el nombre km 302 (esto es, kilómetro 302 contando desde Buenos Aires).
Paralela a esta vía del Ferrocarril Central Córdoba, también corría una vía de la empresa de capitales franceses Compañía General de Ferrocarriles en la Provincia de Buenos Aires.

## Estatización del Central Córdoba
En 1939, una vez el estado nacional se hiciera cargo de los FFCC, la administración de Ferrocarriles del Estado lo renombró a Rosario Oeste. A mediados de la década de 1940 la primitiva construcción de madera fue reemplazada por un edificio de material en un estilo racionalista moderno, acorde al criterio arquitectónico empleado en esa época por Ferrocarriles del Estado.

## Nacionalización
En 1947 el gobierno de Juan Domingo Perón nacionalizó los ferrocarriles y trató de optimizarlos. De esta manera, las vías de Ferrocarriles del Estado, Compañía General de Ferrocarriles en la Provincia de Buenos Aires y el Ferrocarril Provincial de Santa Fe empresas de trocha de 1 m, se unificaron en el Ferrocarril General Belgrano, que concentró todos los servicios de pasajeros en Rosario Oeste, cerrando las demás estaciones terminales de las antiguas compañías privadas.
En septiembre de 1969 el levantamiento popular conocido como Rosariazo causó daños graves a la infraestructura de transporte de la ciudad. La Estación Rosario Oeste fue saqueada y algunas instalaciones quemadas, las que posteriormente fueron reconstruidas.

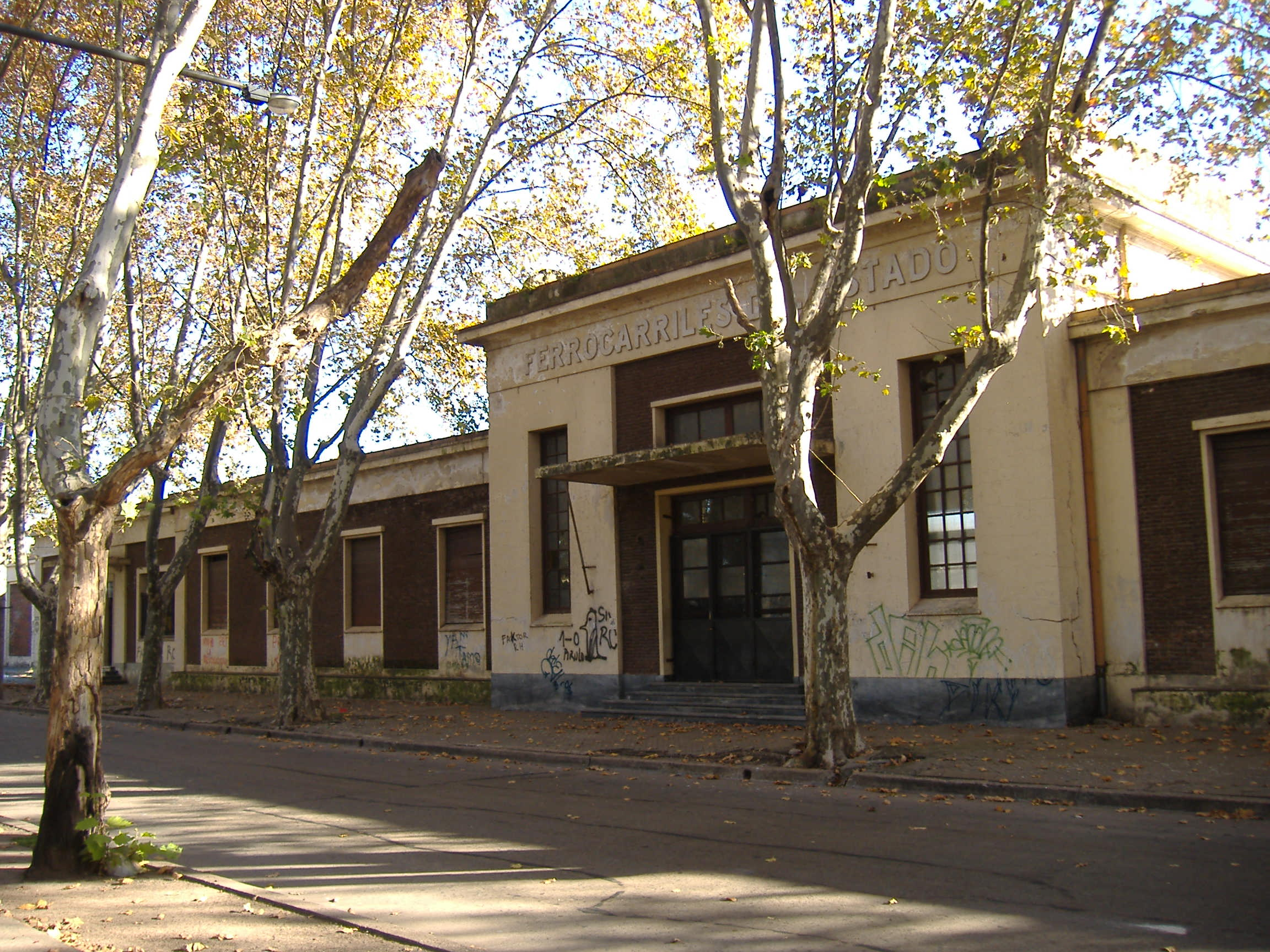
Frente de la estación Rosario Oeste.

Hasta 1993 pasaban por esta estación los trenes “El Norteño” que unía Retiro con Salta y Jujuy, vía Rosario, Córdoba y Tucumán, y “El Chaqueño” que unía Retiro con Resistencia, vía Rosario, Santa Fe, Tostado y Presidencia Roque Saenz Peña. Desde entonces no corren trenes de pasajeros, y tampoco ha habido iniciativas o proyectos serios para reactivarlos.
Con la desaparición de todos los servicios de pasajeros de larga distancia, en 1993, la estación siguió utilizándose para atender el paso de trenes de carga, ya que constituye el paso obligado de todo el tráfico de trocha de 1 metro entre el norte y el sur del país.

## Proyectos frustrados
En 2006, la municipalidad anunció que el terreno de la Estación Rosario Oeste sería una alternativa razonable para construir la estación terminal del tren de alta velocidad entre Buenos Aires, Rosario y Córdoba, ya que sería "accesible y presentaba bajo impacto urbanístico". Sin embargo, el plan urbano oficial para el período 2007–2017, modificó el sitio al área de maniobras de trenes conocida como Patio Parada, más cerca del centro de la ciudad (al oeste de la Estación Rosario Norte).